# SidaF
SidaF steht bei der Bundeswehr für Soldat in darstellender Funktion. 

## Auftrag
Diese Soldaten werden als Rollenspieler, Darsteller und Feindkommandos benötigt, um für Ausbildungen und Übungen eine realistischen Lage darzustellen. Seinem Auftrag entsprechend tarnt sich der Feindkräftedarsteller mit einer Fake-Uniform, der Darsteller einen bundeswehrinternen Lage auf mit einem falschen Rang und der Zivilist mit einem der Lage angepassten Kostüm, um den übenden Soldat und dessen Gefechtsstand unter Druck zu setzen und/oder dessen befohlenen Auftrag zu sabotieren.
Diese zeitintensiven Einsätze werden häufig von Reservisten und Heimatschutz übernommen.

## Uniform

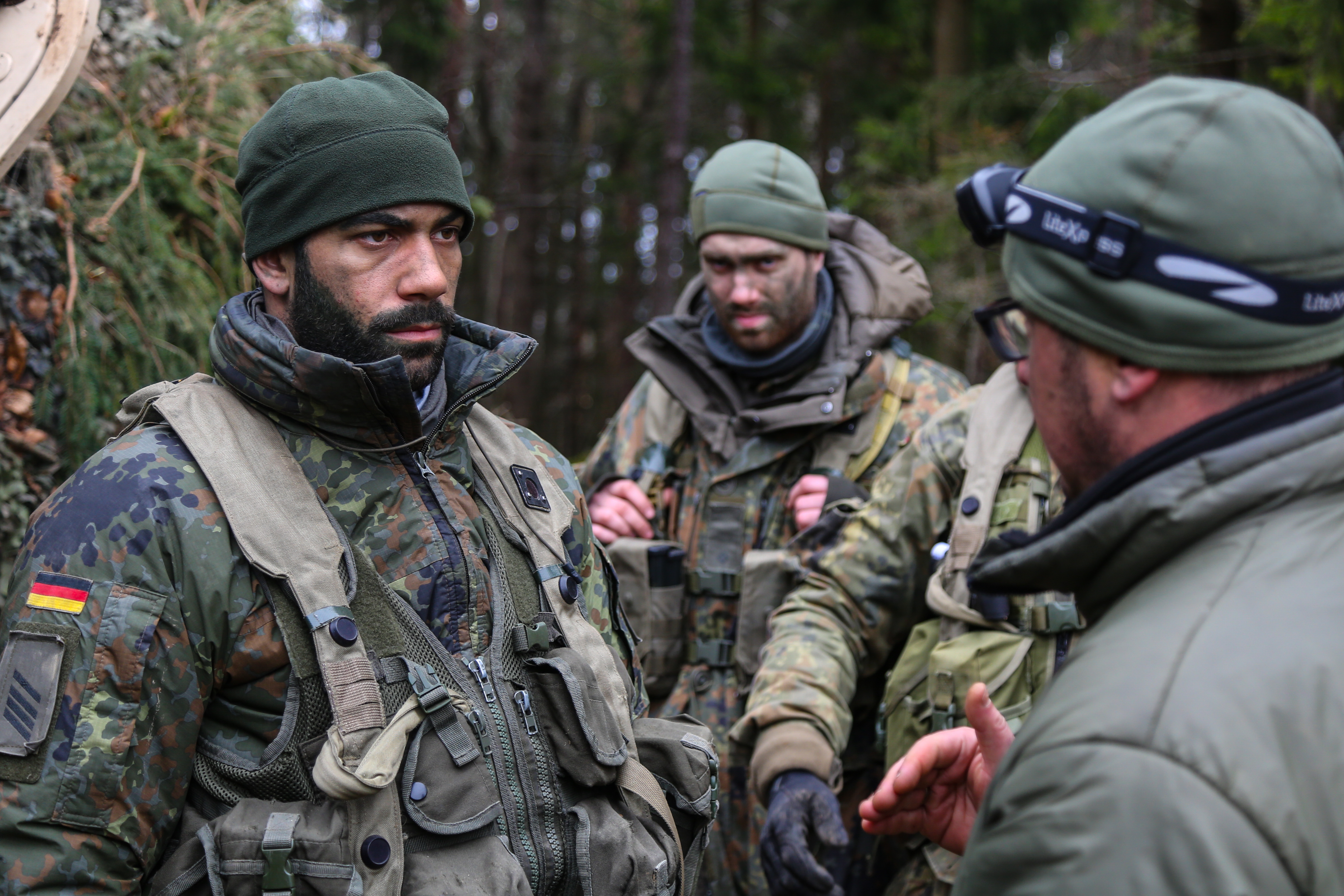
Soldaten während einer Übung

Soldaten sind grundsätzlich zum Tragen einer Uniform verpflichtet. Trageweise und Gestaltung richten sich nach der „Zentralvorschrift A1-2630/0-9804 – Anzugordnung für die Soldatinnen und Soldaten der Bundeswehr“. 
In diesem Spannungsfeld bewegt sich der Darsteller, wenn während er bei einer Übung vorschriftswidrig gegen die eigentlich vorgeschriebene Uniformtrageform verstößt.